# オイゲン・ウント・イルゼ・ザイボルト賞
オイゲン・ウント・イルゼ・ザイボルト賞（オイゲン・ウント・イルゼ・ザイボルトしょう、ドイツ語: Eugen-und-Ilse-Seibold-Preis）は、日本とドイツ連邦共和国の相互理解と学術振興に特に貢献し、優れた功績をあげた両国の研究者に贈られる賞。名称は、海洋地質学者であるオイゲン・ザイボルト教授とイルゼ・ザイボルト夫人の名前にちなむ。

## 概要
1997年に、オイゲン・ザイボルト教授が旭硝子財団から送られた「ブループラネット賞」の賞金の一部によって設立され、ドイツ研究振興協会（Deutsche Forschungsgemeinschaft）から贈呈される。受賞者は、隔年で日独の研究者から各1名ずつ選ばれ、人文・社会科学の分野から選出される回と、自然科学の分野から選出される回が交互に設けられている。受賞者には、副賞として1万ユーロが支給される。財源が尽きたため、2020年度の贈呈が最後となった。

## 歴代受賞者
- 第1回（1997年）
  - 北川善太郎
  - ブルーノ・レヴィン（ドイツ語版）

- 第2回（1999年）
  - 田中靖郎
  - ハンスヨアヒム・クアイサー（ドイツ語版、英語版）

- 第3回（2001年）
  - 三島憲一
  - イルメラ・日地谷・キルシュネライト

- 第4回（2003年）
  - 菅滋正
  - ヴォルフガング・ クノル（ドイツ語版）

- 第5回（2005年）
  - 岩淵達治
  - ヨーゼフ・クライナー

- 第6回（2007年）
  - 中村英夫
  - クラウス・プローク（ドイツ語版）

- 第7回（2009年）
  - 井田良
  - ヴォルフガング・シャモニ

- 第8回（2011年）
  - 巽和行
  - ゲルハウト・エルカー（ドイツ語版）

- 第9回（2015年）
  - 本澤巳代子
  - ゲジネ・フォルヤンティ・ヨスト（ドイツ語版）

- 第10回（2017年）
  - 鍔田武志
  - トーマス・ボック

- 第11回（2019年）
  - 縣公一郎
  - ハラルド・バオム（ドイツ語版）

- 第12回（2020年）
  - 井上茂義、高木英典、高山佳奈子
  - レジネ・マティアス（ドイツ語版）